# باركفيوس مينجو
باركفيوس ليفون مينجو/bɑːrˈkiːviəs/ أكتوبر 1990) هو لاعب كرة قدم أمريكي سابق خارج الظهير . لعب كرة القدم الجامعية في ولاية لويزيانا (LSU) وتمت صياغته من قبل فريق كليفلاند براونز السادس بشكل عام في مسودة NFL 2013 . لقد فاز بـ Super Bowl LI مع فريق نيو انغلاند باتريوتس .

## السنوات المبكرة
ولد مينجو في بيل جليد بولاية فلوريدا .  التحق بمدرسة ويست مونرو الثانوية في ويست مونرو, لويزيانا,   حيث كان ليترمان في كرة القدم والمسار. لعب كرة القدم لفريق متمردي غرب مونرو تحت قيادة المدرب عروض الدون بصفته مبتدئًا، سجل 55 تدخلًا مع ستة أكياس و12 تدخلًا للخسارة، مما أدى إلى تسمية هذا All-State في الفئة 5A. بصفته أحد كبار السن في عام 2008، كان اختيارًا للفريق الأول 5A على مستوى جميع الولايات، بعد تسجيل 59 تدخلات للذهاب مع سبع تدخلات للخسارة وأربعة أكياس للمساعدة في قيادة مدرسة مدرسة ويست مونرو الثانوية إلى مباراة بطولة الولاية. أضاف أيضًا أربع تمريرات قسرية واستعاد سبع تمريرات. لعب في 2009 US Army All-American Bowl . 
1. ↑  "Saint Thomas Aquinas High School of Fort Lauderdale Has Most NFL Players". NFL Communications. مؤرشف من الأصل في 2023-07-10. اطلع عليه بتاريخ 2023-07-10.
2. ↑  "Why We Love Football: Barkevious Mingo". Cleveland Magazine (بالإنجليزية). 24 Aug 2013. Archived from the original on 2023-07-10. Retrieved 2023-07-10.
3. ↑  "Barkevious Mingo, 2009 Outside Linebacker, Louisiana State". Rivals.com (بالإنجليزية الأمريكية). Archived from the original on 2023-07-15. Retrieved 2023-07-10.
4. ↑  "Tennessee-based 247Sports signs on as partner for the U.S. Army All-American Bowl". Knoxville News Sentinel (بالإنجليزية). 7 May 2013. Archived from the original on 2023-07-15. Retrieved 2023-07-10.